# Lucio Opimio
Lucio Opimio (latino: Lucius Opimius; ... – Durazzo, 109 a.C.) è stato un politico romano della seconda metà del II secolo a.C.

## Biografia
Fu probabilmente nipote di Quinto Opimio e fratello di Quinto Opimio.
Pretore nel 125 a.C., dopo una rivolta di Fregellae distrusse la città.
Da console nel 121 a.C. nonostante l'origine plebea capeggiò la nobiltà del movimento contro la legge agraria contro Gaio Sempronio Gracco. Quando gli furono dati poteri straordinari dal Senato con potere illimitato, disperse a mano armata i partigiani del tribuno, massacrò tremila Romani sul monte Aventino, con procedura sommaria e costrinse Gaio al suicidio. L'anno successivo fu per questo messo sotto accusa, ma poi fu assolto grazie alla difesa dell'oratore Gaio Papirio Carbone.
Nel 116 a.C. fu a capo di una commissione senatoriale inviata in Numidia per dividere la regione tra Giugurta ed Aderbale. Condannato nel 109 a.C., dopo che fu chiamato in giudizio dal popolo, in base all'accusa di essersi lasciato corrompere da Giugurta, re di Numidia morì in povertà assoluta a Dyrrachium.